# 枝

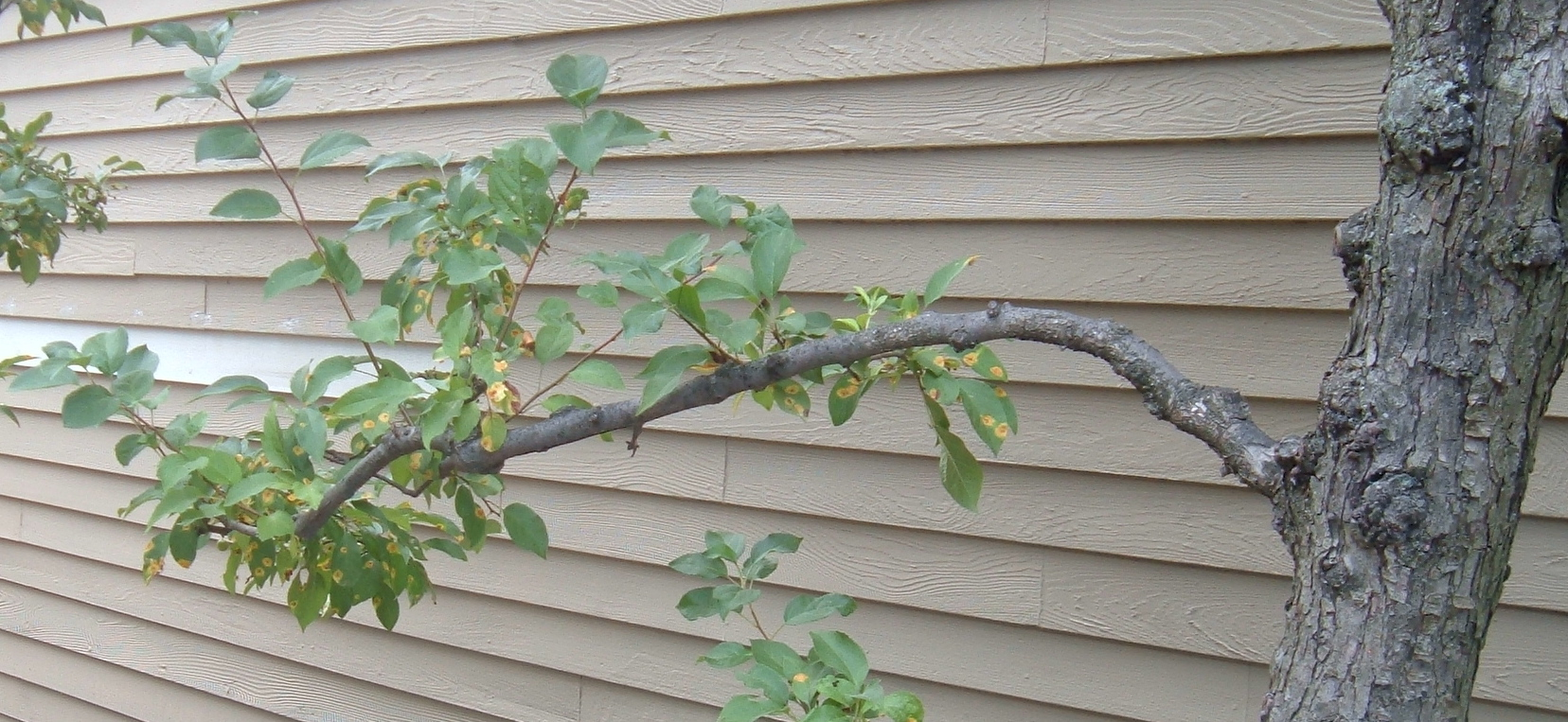
枝

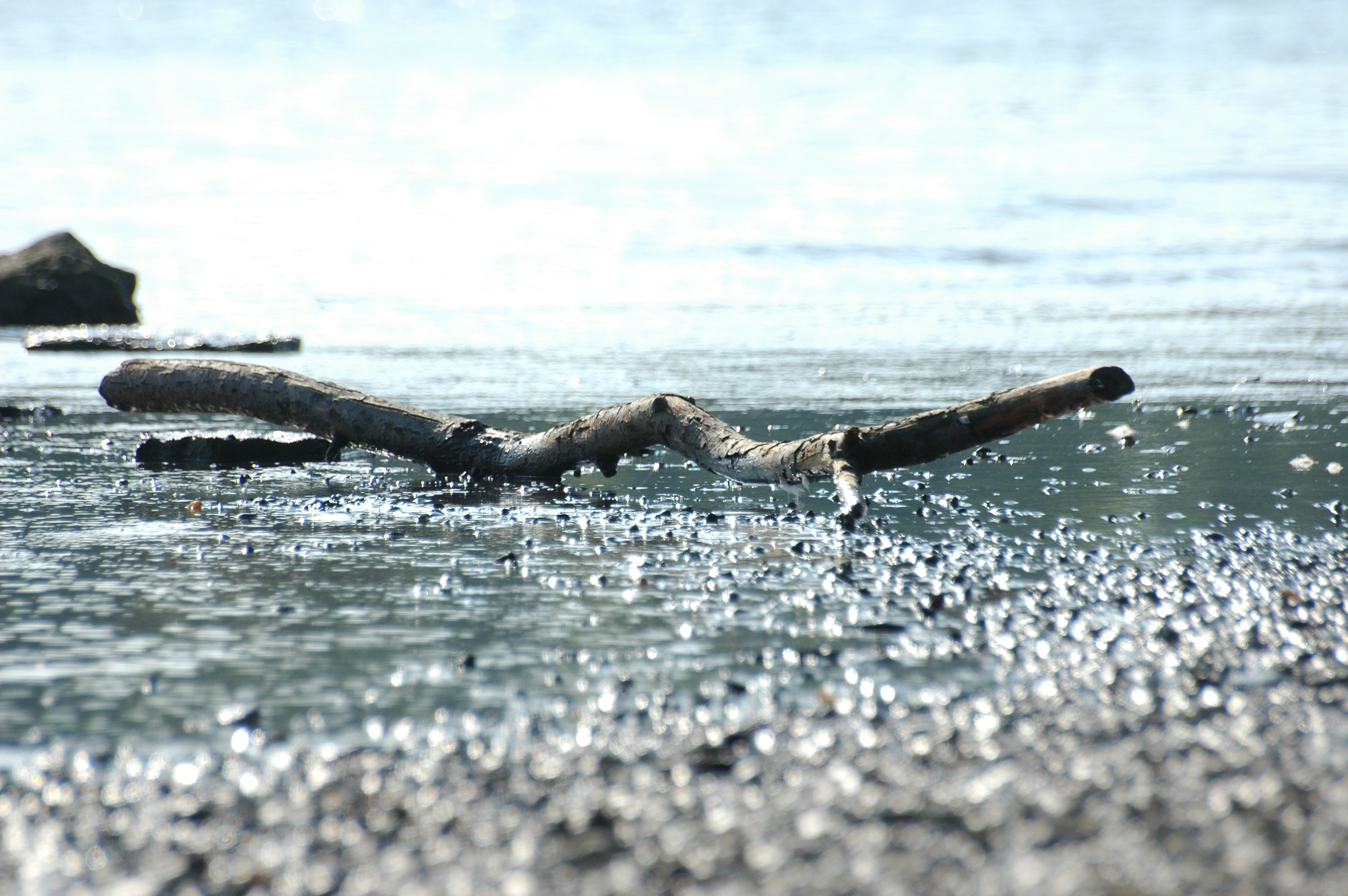
折れて樹木から離れて流されてしまい、打ち上げられた枝

枝（えだ）とは、
- 草木のえだ[1]。植物の主たる幹から分かれた茎[2]。（多年生の維管束植物の）幹から分かれた茎[3]。
- ものの“本”（本筋・本体など）から別れ出たもの[3]。「枝道[3]」

## 概説
枝とは、草木（植物）の幹から分かれた茎、あるいは分かれた茎や葉の総称である。人々に馴染みの深いのは樹木の枝である。が、広義には、藻類などの、分枝構造で樹木の枝に外観が似ているものもこの名で呼んでいる。→#植物の枝
人は、身近なことを用いて概念的なことや高度なことを理解する。人にとって草木は身近なものであり、様々なことをしばしば草木の枝になぞらえて理解している。
漢字では木の根元部分や中心部分（幹の部分）を示すために、「木」の字の縦線の下方に横向きのしるしをつけ「本」と書く。
戦国時代の武士は、日ごろ拠点にしている本城（根城）に対して、その他にある城を枝城と呼ぶことがあった。中世や近世の日本において、新田を開発したことで元の村（本郷、元郷）から分出した村を枝郷と言った。

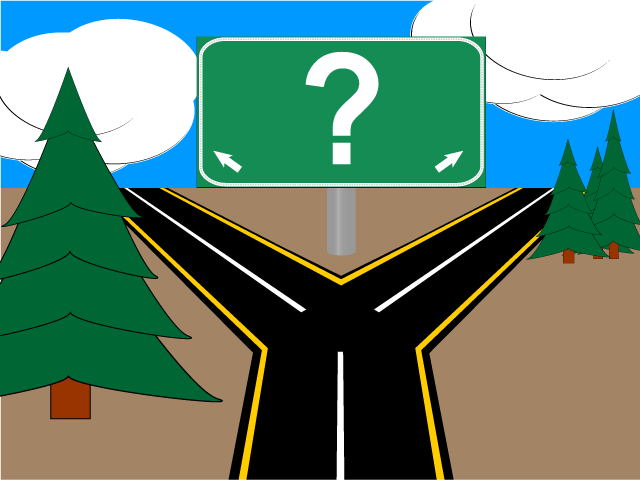
道の枝分かれ。人生の分かれ道、決断の場面がしばしばこのような絵で表現される。

日本語では木以外の「枝」に木偏（きへん）抜きの支の漢字があてられていることや（支流、支線、支社）、岐の漢字があてられて表現されていることがある（分岐など）。

## 植物の枝
枝という名称は、木や草の芽が成長してできた茎や葉をひとかたまり、ひと単位として呼ぶ総称である。広義には、外観がそれに似た分枝構造もこの名で呼び、たとえば藻類の分岐構造についてもこの名称を用いることがある。
枝分かれすることや、枝分かれした部分を学術的には分枝と言う。生物学的に言うと、植物の分枝にはいくつか様式があり、同じ勢力で2分することを繰り返すのが二叉分枝と呼ばれ、これが系統学的には古いもの、とされている。この二叉分枝から単軸分枝や仮軸分枝が派生することになった。

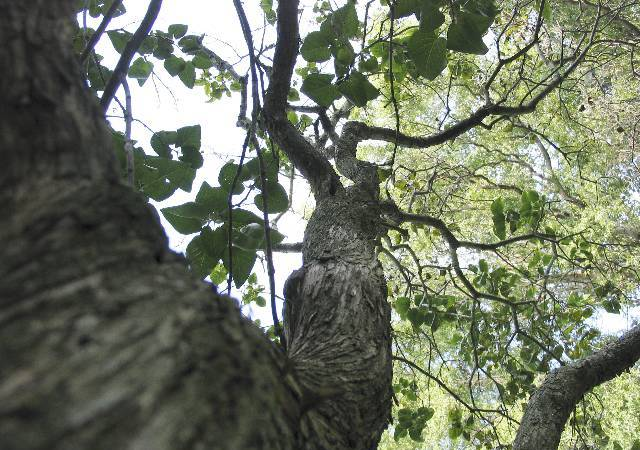
ライラックの枝
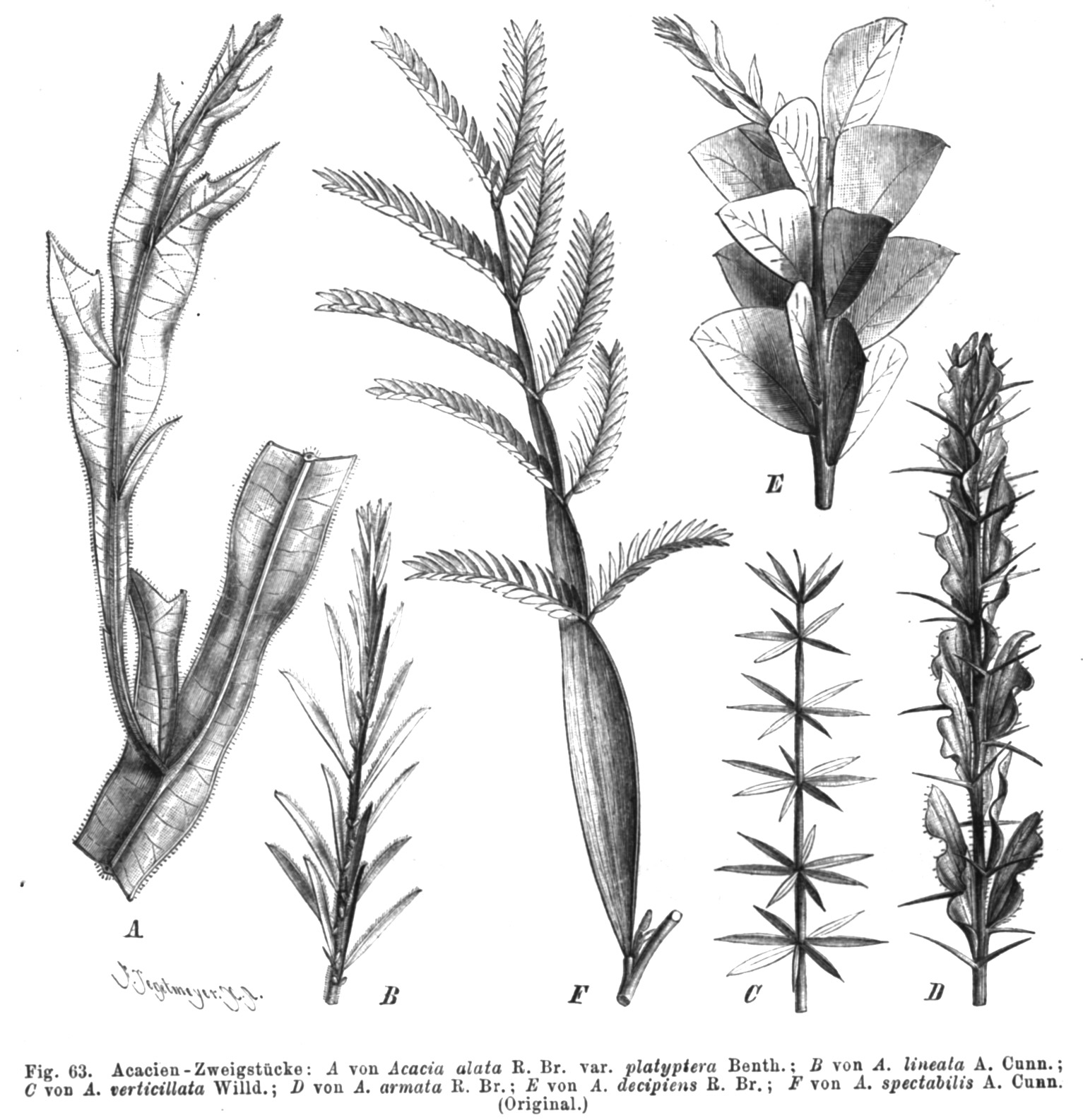
アカシアの枝
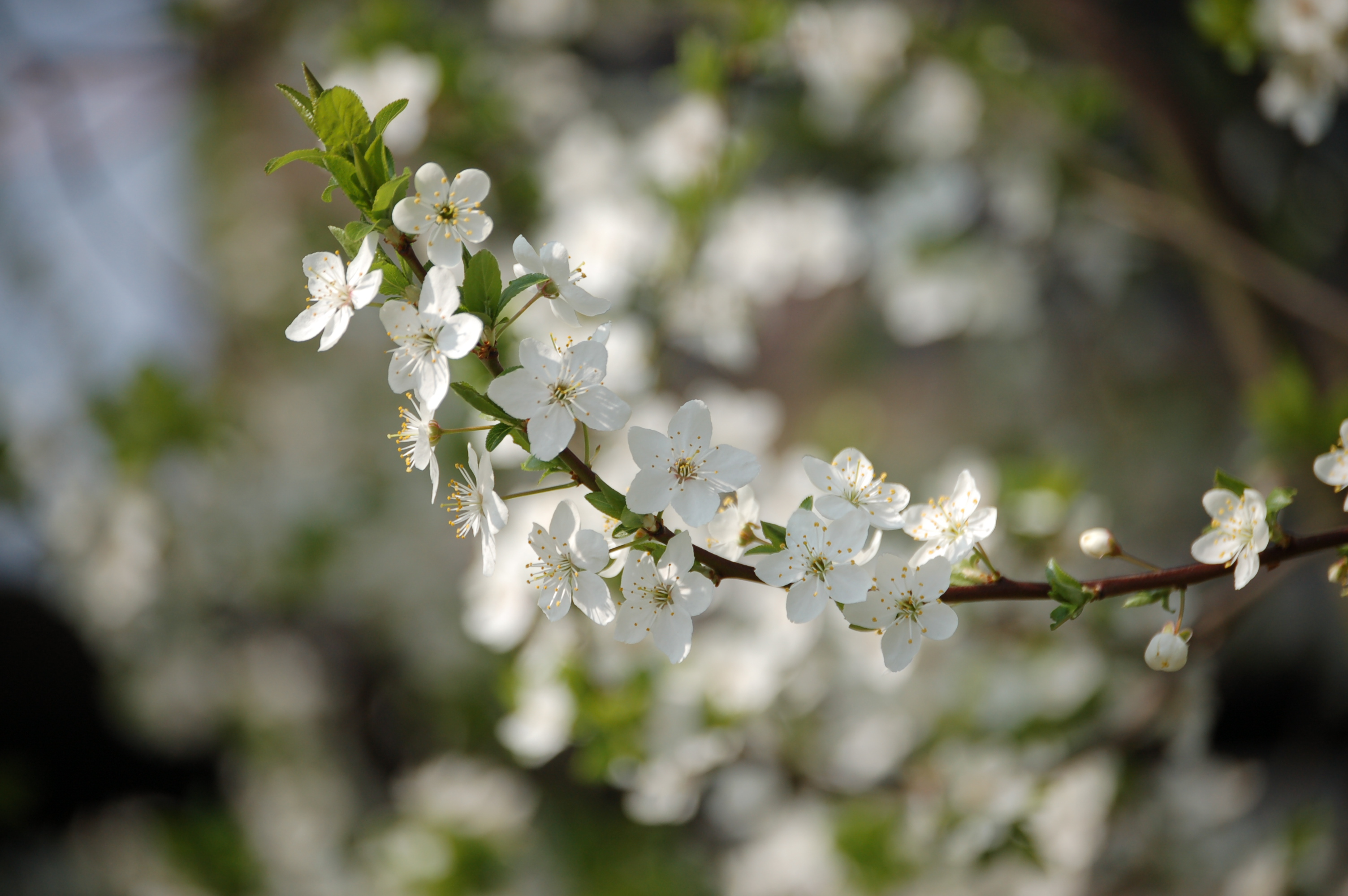
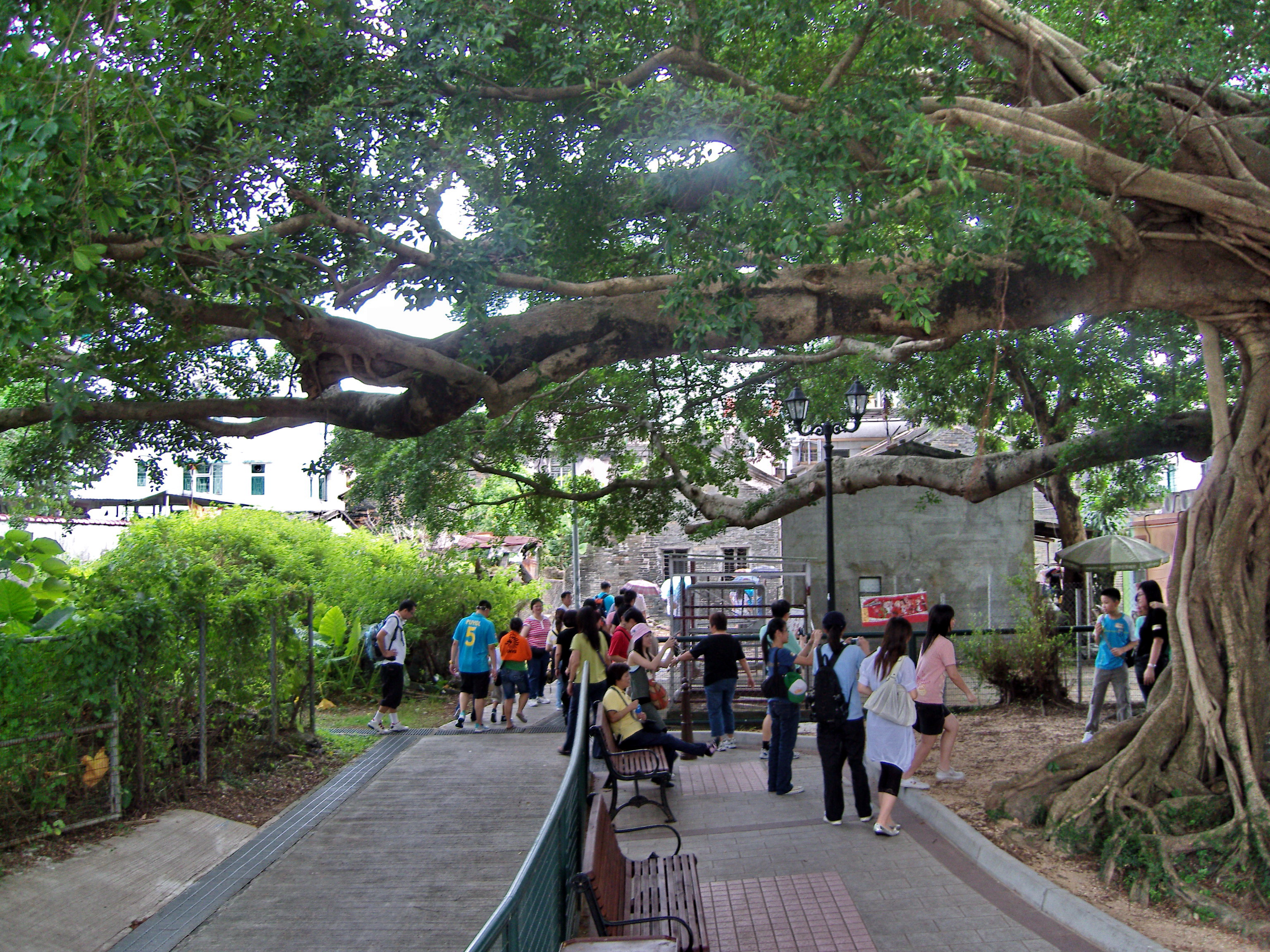

### 植物の枝の関連項目
- 枝変わり
- 枝打ち
- 忌み枝

## 信仰と枝

### キリスト教

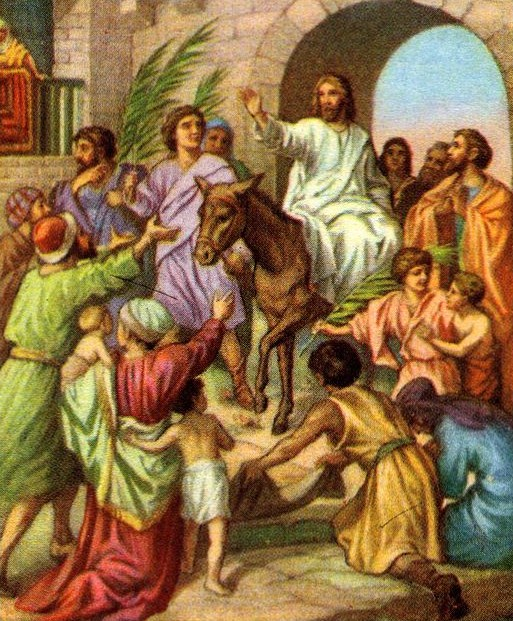

カトリック教会・ルーテル教会などの枝の主日では、棗椰子（なつめやし）や棕櫚（しゅろ）などヤシ科の植物などの枝（現代の植物学的に言えば「葉」にあたる）を聖別する。正教会では聖枝祭に相当する。これは、イエスがエルサレムに入城する時、群衆が棗椰子の枝を持って、当時 王を迎える時にしていたのと同じように迎え入れたことにちなむ。
また次のたとえはしばしば言及される。

### 日本の仏教や神道
日本の仏教ではシキミの枝が供養などに用いられることがある。仏壇の脇に配置したり、墓前に供えたりする。
神道ではサカキの枝が神事に用いられることがある。

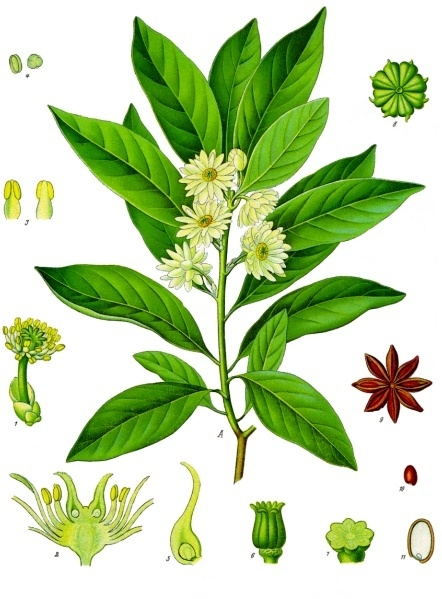
日本の仏教で用いられるシキミの枝
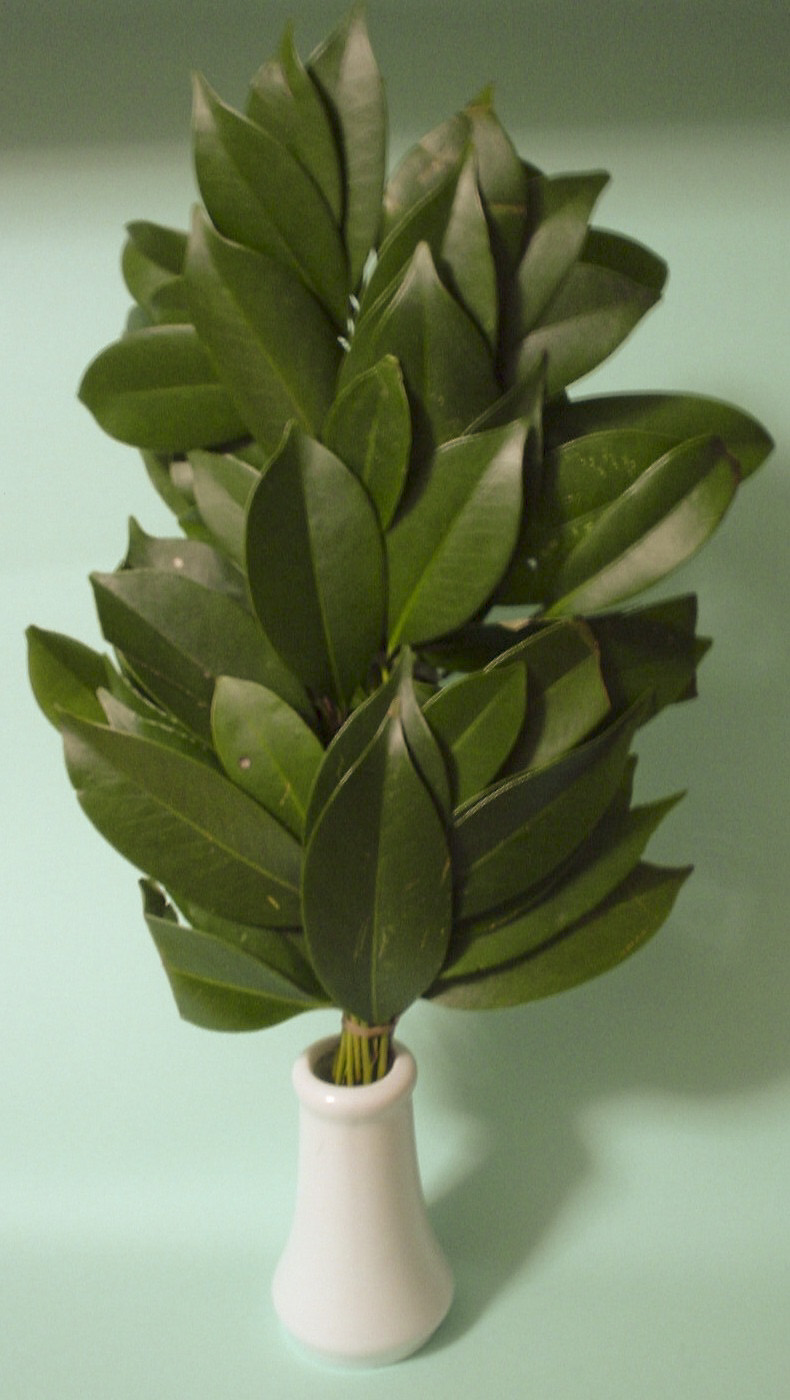
神道で用いられるサカキの枝

## 情報と枝

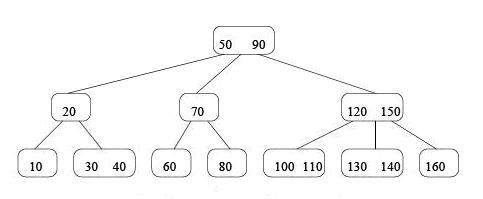
ツリー構造

情報工学ではデータ群やファイル群などを、樹木に似せたツリー構造（木構造）で構築することがあり、そこではノードから分かれた先を枝と呼ぶことがある。

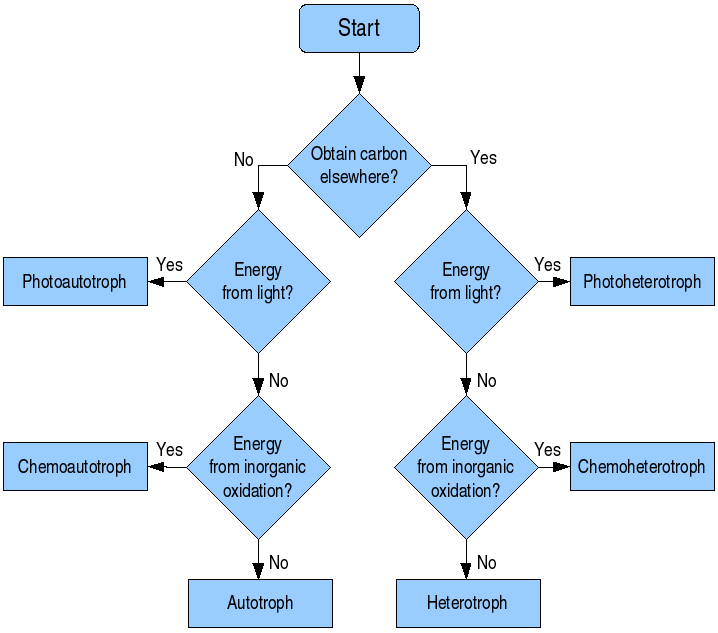
フローチャートの枝分かれ

また、命令の一連の流れが枝分かれすることをbranch（分岐）と言う。なお分岐する先をあらかじめテーブル（表のようなもの）の形であらかじめ書き込んでおくものをbranch table（ブランチ・テーブル、ジャンプ・テーブル、分岐テーブル）と言い、これによってプログラムを簡略化できる。